# Palacio da Pena

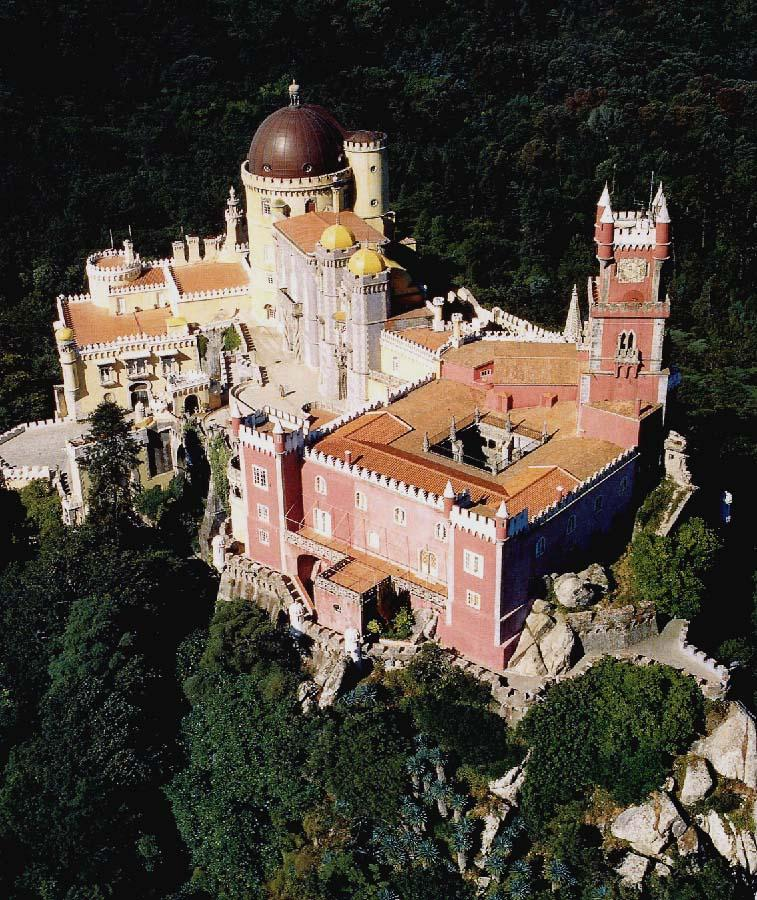
Vista aérea del palacio en lo alto del cerro

El Palacio Nacional de la Peña (en portugués: Palácio Nacional da Pena) fue una de las principales residencias de la familia real portuguesa durante el siglo XIX y a la vez constituye una de las máximas expresiones del estilo romántico del siglo XIX en Portugal. Se encuentra en la freguesia de São Pedro de Penaferrim en la ciudad de Sintra. El palacio fue declarado Patrimonio de la Humanidad por la Unesco en 1995.

## Historia

### Antiguo monasterio
La primera construcción de la que se tiene constancia es una pequeña ermita dedicada a Nossa Senhora da Pena durante el siglo XII. Posteriormente, durante el reinado de Manuel I de Portugal (1495-1521), el monarca instó a la edificación del Real Monasterio de Nossa Senhora da Pena, entregado posteriormente a los monjes de la Orden de San Jerónimo.
El terremoto de 1755 provocó que el monasterio quedara prácticamente en ruinas, aunque continuó teniendo un uso religioso hasta prácticamente la abolición de las órdenes religiosas en 1834. De esta época se conservan algunos restos en los jardines del palacio, como por ejemplo la Gruta del monje, a donde los religiosos solían acudir en busca de retiro espiritual y, además, se conservaba intacta la capilla con un magnífico retablo de alabastro atribuido a Nicolás Chanterenne.

### Palacio y residencia real
Dos años más tarde, en 1836, la reina María II de Portugal contrajo matrimonio con el futuro Fernando II de Portugal, quien se convirtió en monarca luso debido a su esposa y, poco después de su llegada al país, comenzó a adquirir los terrenos del monasterio y las zonas aledañas de la sierra de Sintra con su propia fortuna personal debido a la fascinación que le produjo la zona de Sintra tras una excursión con su esposa. Fernando II quiso recuperar el edificio como casa de verano para la familia real y, aunque los primeros proyectos incluían únicamente una pequeña restauración, finalmente la admiración del aristócrata por esta zona hizo que se decidiera a construir un palacio y ampliar las construcciones preexistentes bajo la supervisión del barón Wilhelm Ludwig von Eschwege, geólogo e ingeniero de minas que residía en aquel momento en Portugal.
Finalmente se convirtió en un recinto exuberante en el cual se pueden contemplar diferentes estilos que van desde el neogótico hasta al neoislámico, pasando por el neorrenacimiento y una visión pseudomanuelina que convierten el espacio en un ambiente claramente exótico. Numerosas colecciones reales se trasladaron al palacio y a la vez se crearon ricos ornamentos, que fueron desde los célebres estucados hasta las paredes pintadas al óleo. Además, en las vertientes de la montaña se construyó un magnífico parque inglés que, junto con el palacio, se convirtió en un icono de la arquitectura portuguesa. En 1853 se produjo el fallecimiento de la reina María II y su esposo Fernando pronto contrajo matrimonio de nuevo con la cantante de ópera Elisa Hensler, condesa de Edla, junto a la que construyó el Chalet de la condesa de Edla ubicado en el parque del palacio.
La segunda fase de ocupación por parte de la familia real se dio con la presencia de Carlos I de Portugal (r. 1889-1908) y su esposa Amelia de Orleans, quienes utilizaban el edificio como residencia de verano antes de continuar sus vacaciones en la Ciudadela de Cascais. Su hijo, el rey Manuel II, también habitó el palacio durante largas estancias, manteniendo sus antiguas estancias de príncipe como dormitorio principal, mientras que las antiguas estancias de su padre se establecieron para la celebración de actos oficiales. La reina Amelia de Orleans se encontraba en el Palacio da Pena cuando se produjo la Revolución del 5 de octubre de 1910, que acabó con la monarquía en el país e instauró la Primera república portuguesa. Acto seguido, Amelia abandonó el palacio dirección Mafra donde se encontraba su hijo Manuel y su suegra María Pía y desde un yate en Ericeira abandonaron el país hacia Gibraltar.

### República
El Palacio da Pena fue declarado Monumento Nacional en 1910 y la Unesco declaró el Paisaje cultural de Sintra, entre el que se encuentra el Palacio da Pena, como Patrimonio de la Humanidad en 1995. Desde el año 2000 Parques de Sintra se encarga de la gestión del parque del palacio y poco después, desde 2007, también se ocupa directamente del mantenimiento del palacio. En 2013 el Palacio Nacional da Pena entró a formar parte de la Red Europea de Residencias Reales (European Royal Residence Network) y en 2020 en la Ruta Europea de Jardines Históricos, parte del Itinerario Cultural del Consejo de Europa. Asimismo, en los últimos años se han producido constantes restauraciones en el monumento, tanto en los jardines como en el palacio, para preservar su integridad, como la recuperación del Chalet de la condesa de Edla en 2013, que recibió el Premio Europa Nostra, o la restauración de la Gran Salón del palacio.

## Arquitectura
Este palacio asentado sobre grandes peñascos, presenta una mezcla de estilos arquitectónicos totalmente intencionada. Se pueden encontrar elementos que pertenecen al neogótico, neomanuelino, neoislámico, neorrenacentista y en menor medida a la arquitectura colonial. El motivo de esto es que la mentalidad romántica del siglo XIX está enormemente fascinada por todo lo exótico.
Estructuralmente el Palacio da Pena se divide en cuatro áreas principales:
- Los cimientos y murallas exteriores (que servirán para consolidar la implantación de la construcción), con dos puertas, una de las cuales está provista de puente levadizo.
- El edificio correspondiente al convento, íntegramente restaurado.Se encuentra en el punto más alto de la colina y ha sido rodeado de almenas y dotado de la Torre del Reloj.
- El patio de los arcos frente a la capilla, con sus paredes de arcos moriscos.
- La zona palaciega propiamente dicha con su baluarte cilíndrico de gran porte, estando su interior decorado en estilo catedralicio, según la moda de la época. El mobiliario y la ornamentación presentes en su interior, dan gran muestra de ello.

Durante la construcción, a pesar de mantener la estructura básica, se hicieron alteraciones en casi todos los lugares. La torre cilíndrica secundaria, que se encontraba adyacente a la mayor, pasó a la parte de atrás del edificio. El arco de entrada al convento, flanqueado por dos torres, se decoró con relieves para imitar al coral.
Sobre este arco, sujetando una ventana superior, se colocó una figura en relieve de un ser híbrido medio pez medio hombre, saliendo de una concha, con una cabeza cubierta por cabellos que se convierten en un tronco de parra, cuyas ramas están sujetadas por los brazos del personaje. Esta imagen recuerda a otra de un hombre con barba existente en el coro del convento de Cristo de Tomar, transformado ahora en un ser casi demoníaco. Este conjunto se conoce como el pórtico de Tritón y fue diseñado por Don Fernando como "una alegoría de la creación del Mundo". Ello se debe a que la figura muestra de alguna manera la relación entre los cuatro elementos. Para remarcar aún más la unión con el Convento de Tomar, la ventana existente en el lado opuesto de este arco copia un famoso vano de estilo manuelino allí existente, cuya autoría se atribuye a Diego de Arruda. El conjunto de las diversas garitas, las terrazas a distintos niveles y el revestimiento de las paredes con azulejos hispano-árabes son también elementos importantes de este conjunto.
La planta del edificio es bastante irregular, ya que está condicionada al relieve montañoso de la peña y la existencia de una construcción previa, la Capilla de Nossa Senhora da Pena. El resultado es un edificio con un núcleo cuadrado organizado en torno a un claustro, y otro edificio alargado. Las fachadas están divididas regularmente por torsiones y ventanales , así como por vanos cuadrangulares, rectangulares y semicirculares. Las torres y los baluartes tienen unos anillos en su exterior o en la parte superior que forman caminos para hacer la ronda (comunicándolos con otras torres), terrazas o bien miradores. Las torres cuadradas tienen garitas semicirculares con cúpulas cónicas.
La fachada principal está revestida con azulejos de policromados y dispone de un balcón a nivel del tercer piso. En el núcleo cuadrangular del claustro, destacan varias arcadas interrumpidas por muretes. Una escalera de caracol conduce al claustro, que cuenta con una arcada de dos pisos. En el primer piso, los arcos son totalmente semicirculares y en el segundo son achatados. Es de destacar, que cada columna de las arcadas del claustro es diferente a las demás, estando estas esculpidas en piedra. Alrededor del claustro pueden visitarse las habitaciones más notables de los habitantes del palacio.
En el ala norte se encuentra la capilla, revestida de azulejos de piedra, con la nave separada de la capilla mayor por un velo. El parque del palacio tiene un ambiente frío y nórdico influenciado por los jardines románticos de Alemania.
Todas las torres, menos la del reloj, poseen cúpulas. Los temas de inspiración escogidos fueron principalmente la arquitectura morisca y mudéjar de España y casi todas las obras manuelinas de Extremadura, entre las que se encuentran: la Torre de Belém (decorando las garitas con cúpulas y los detalles de las almenas), el Convento de los Jerónimos (los vanos, la decoración y los frisos), el Convento de Cristo (el ventanal del Tritón) y el Palacio da Vila (los frisos de relieve gótico en las cornisas y la propia realización del complejo). Las rosas con cruces inscritas demuestran la genealogía del príncipe que se remontaba míticamente a los Hermandad de la Rosa–Cruz del siglo XVII, de la cual el príncipe fue gran maestre y, todavía más tarde, la Orden de Cristo, heredera de los Templarios.
La concepción de los interiores de este palacio para la adaptación como residencia de verano de la familia real valoró los excelentes trabajos en estuco, las pinturas murales y diversos revestimientos en azulejo del siglo XIX, integrando las innumerables colecciones reales en ambientes donde el gusto por el bricolaje y por el coleccionismo son muy evidentes. 

## Galería de imágenes

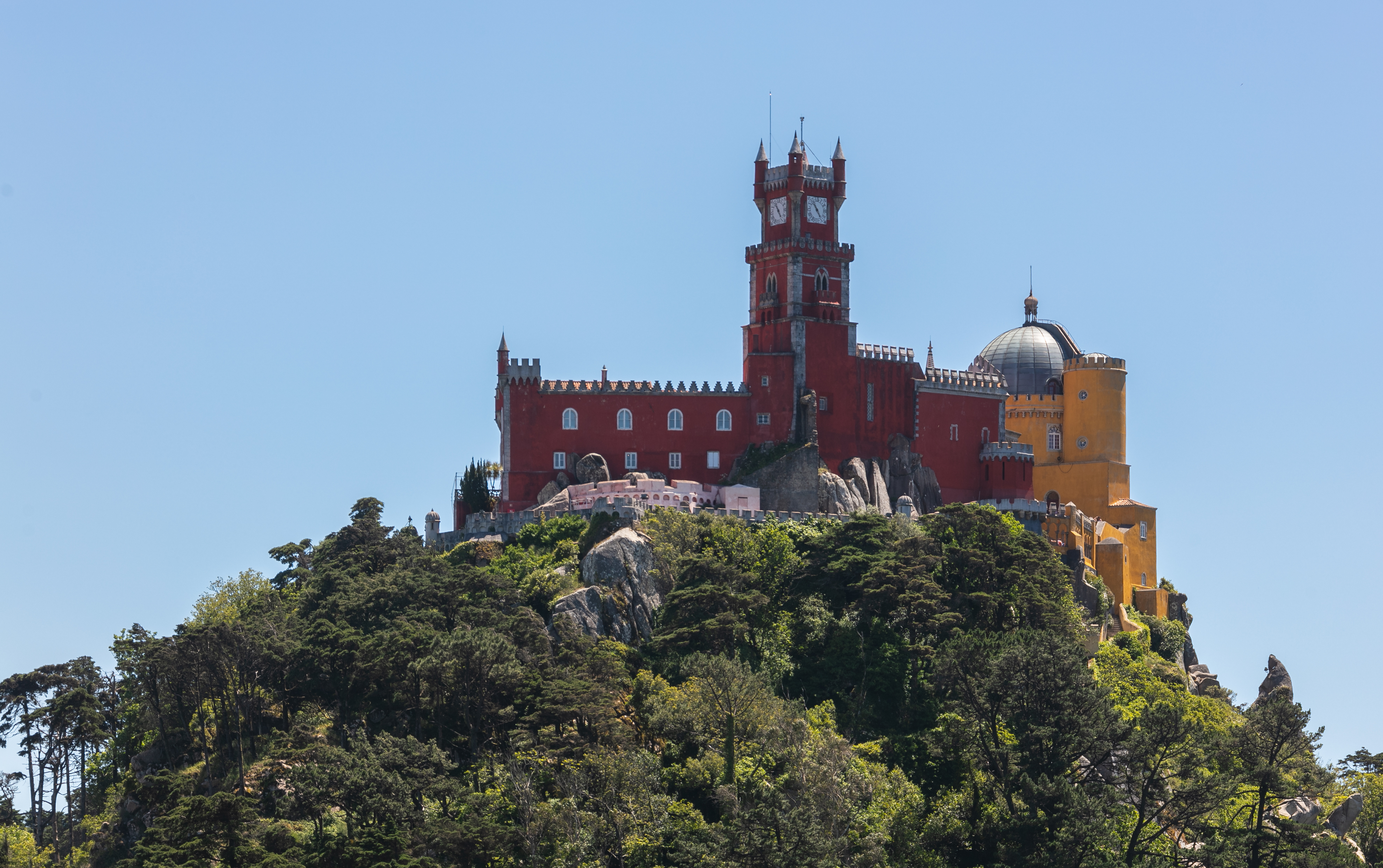
Vista del palacio y su torre.
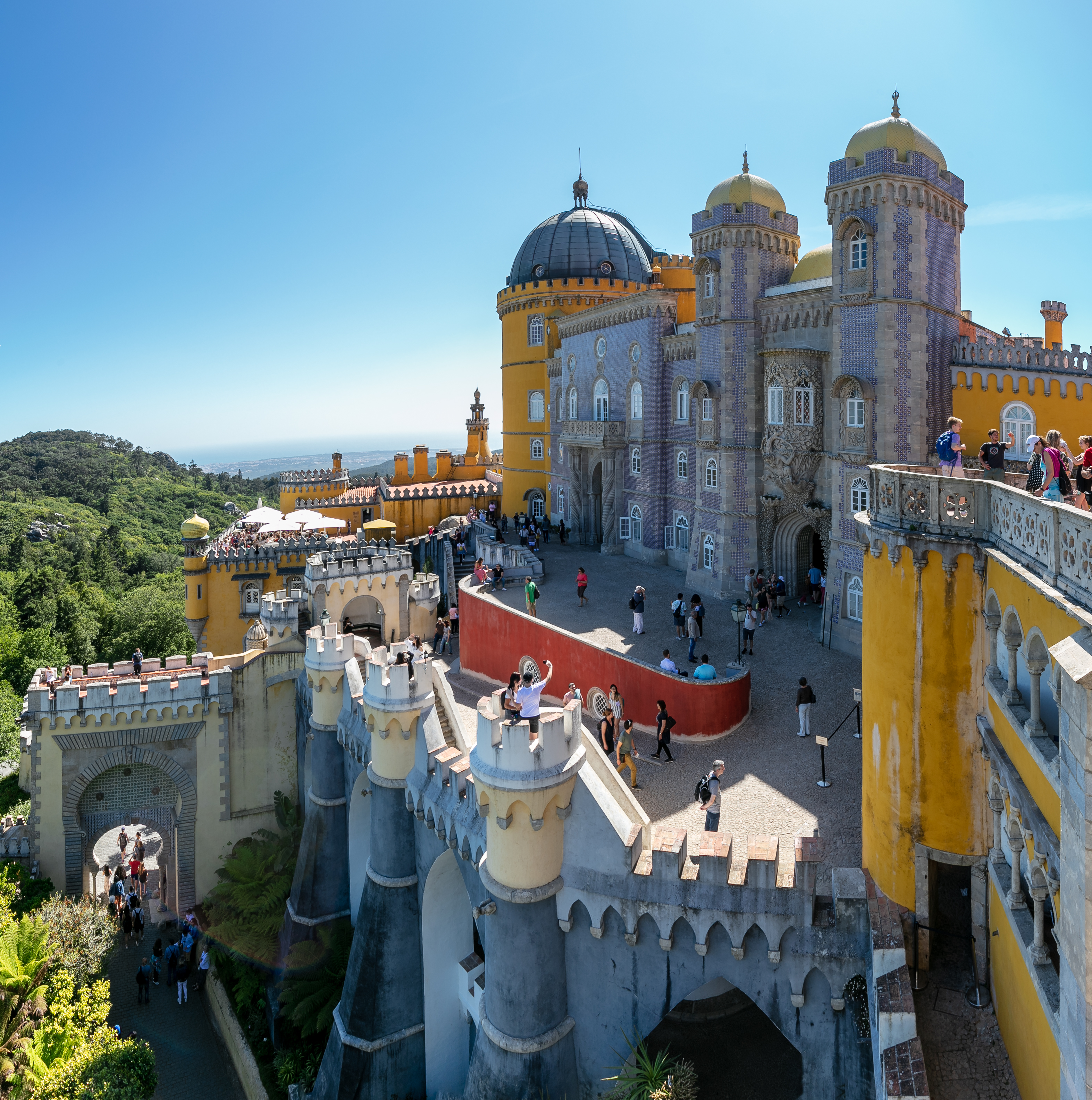
Fachada del Palacio Nacional da Pena.
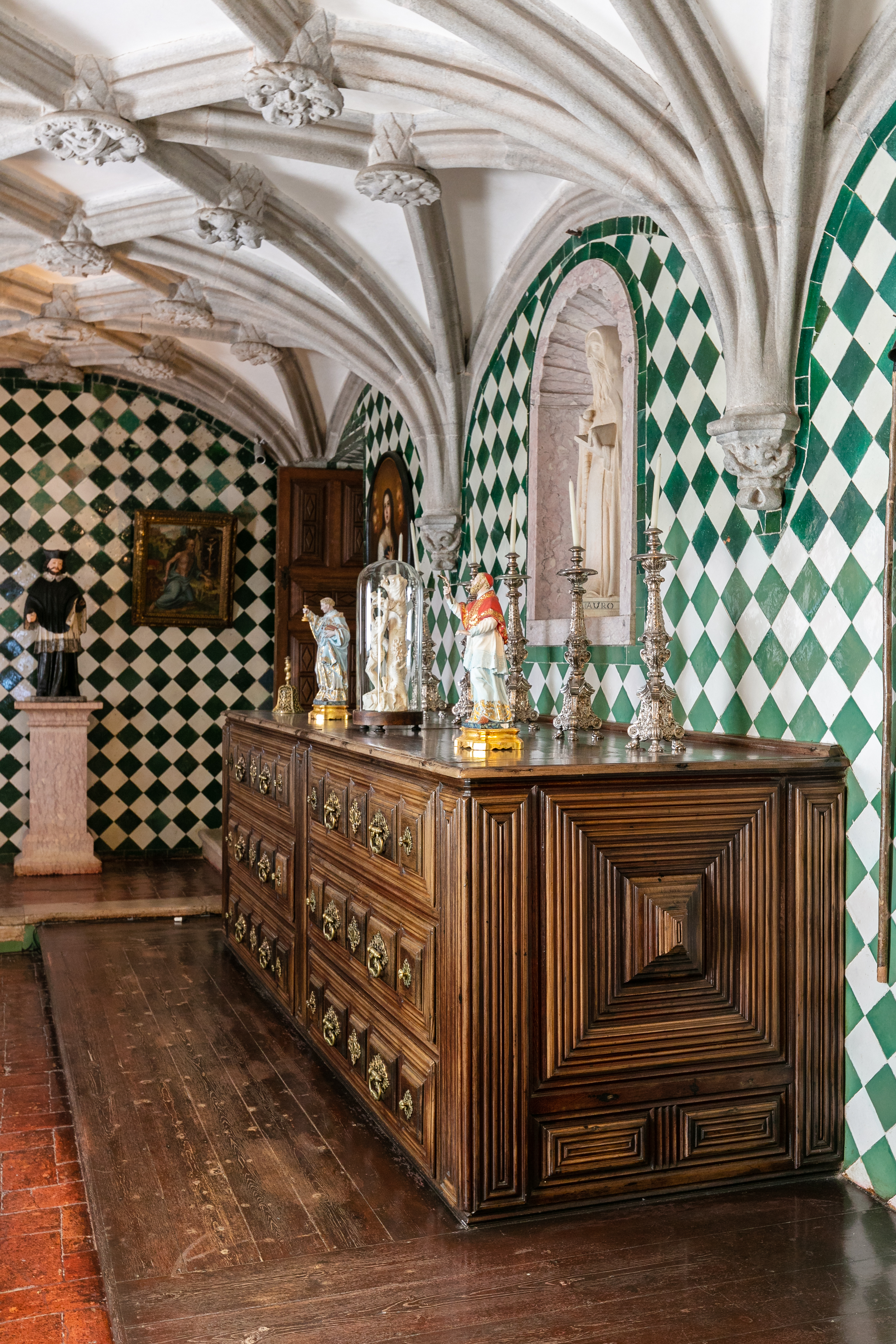
Interior del palacio.
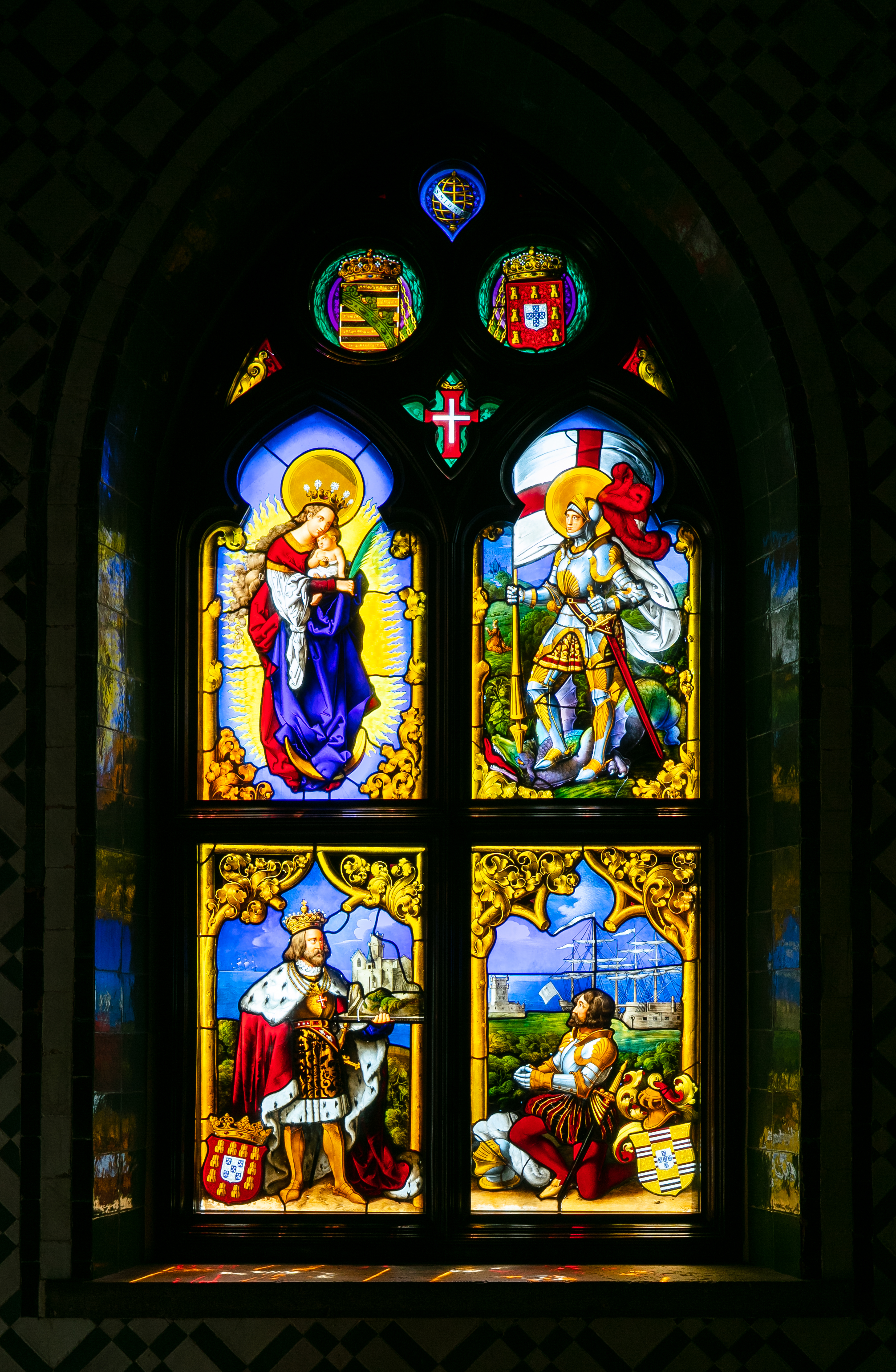
Vidriera de la capilla.
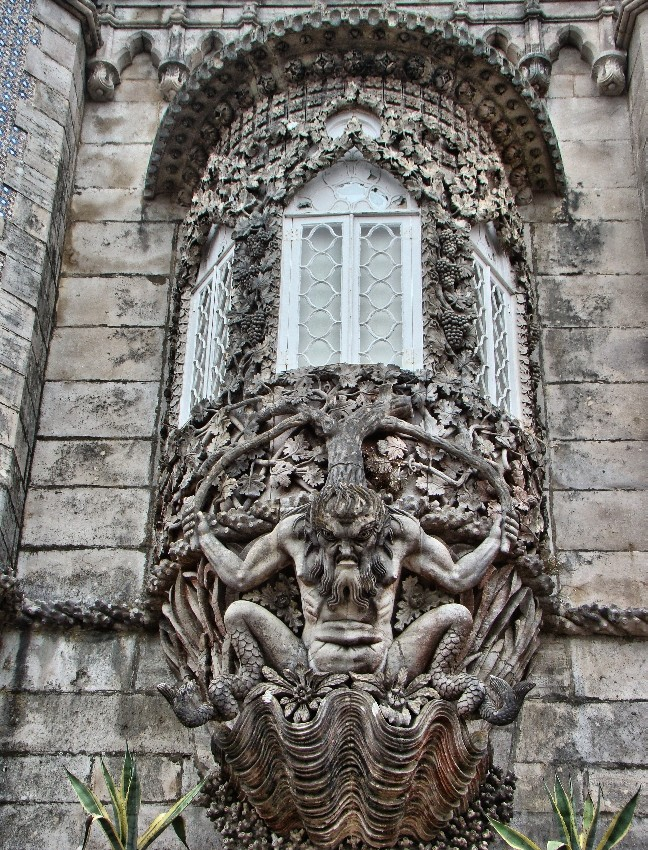
Figura de tritón.
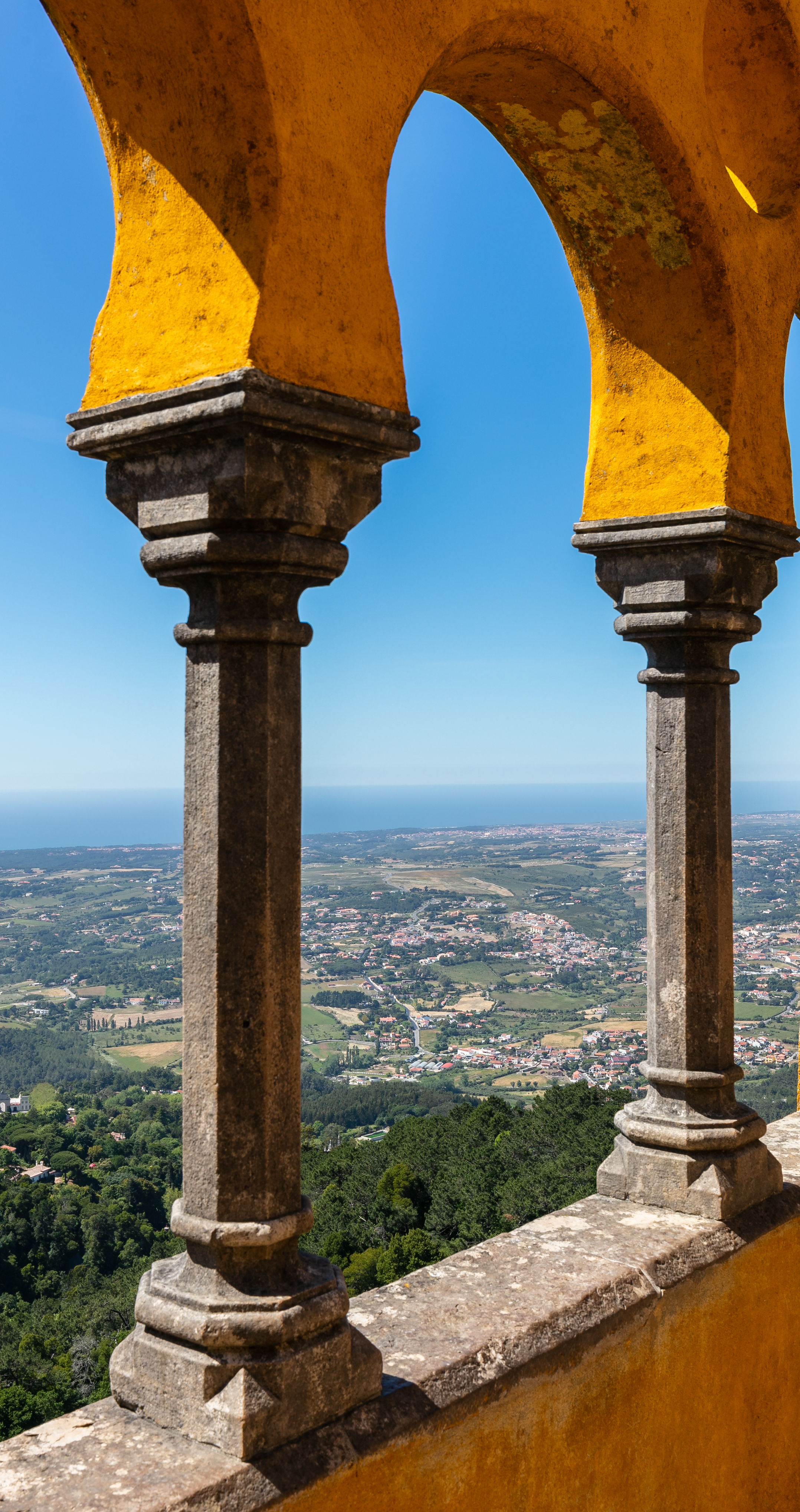
Vista desde el palacio.
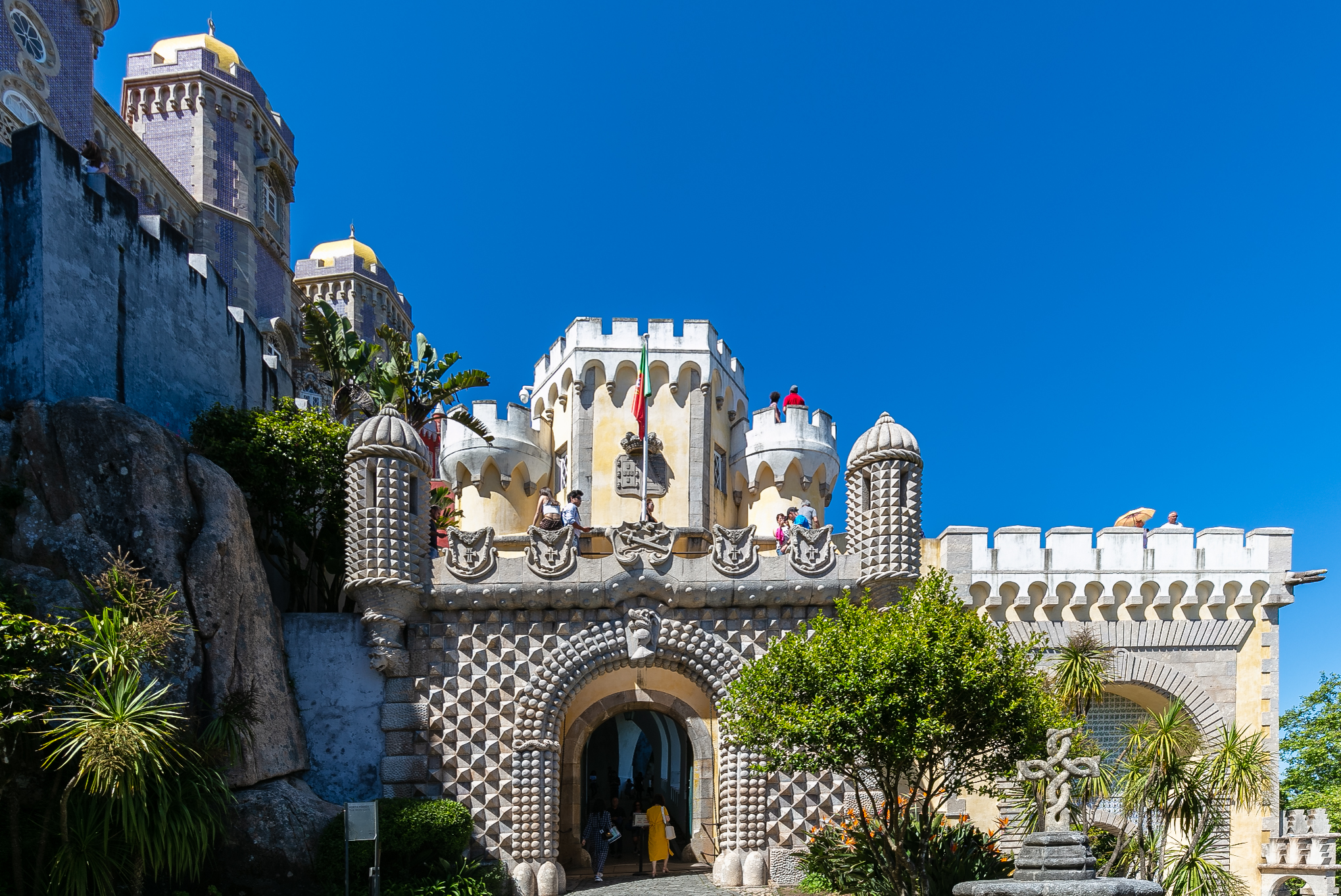
Entrada.
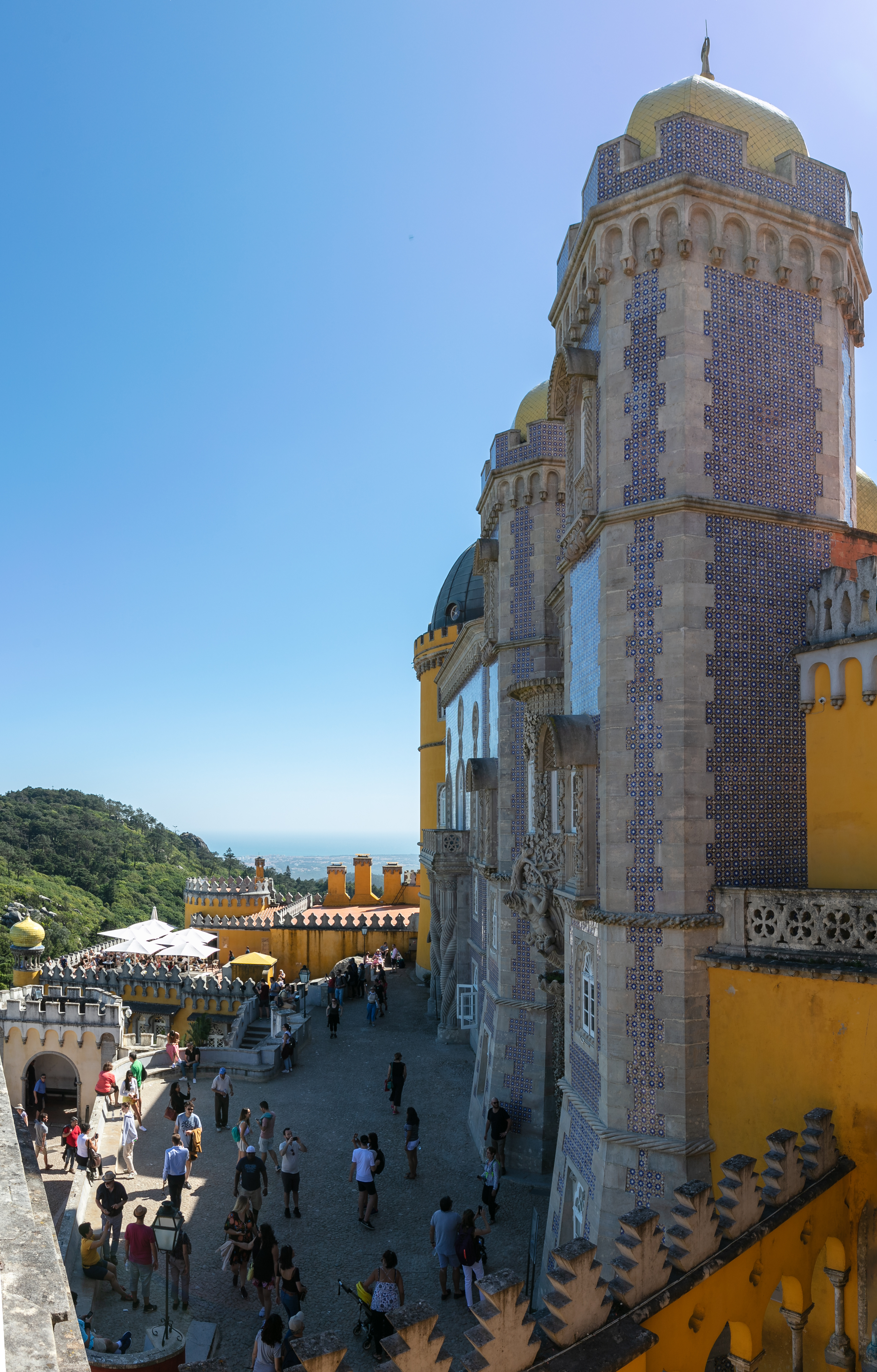
Patio.
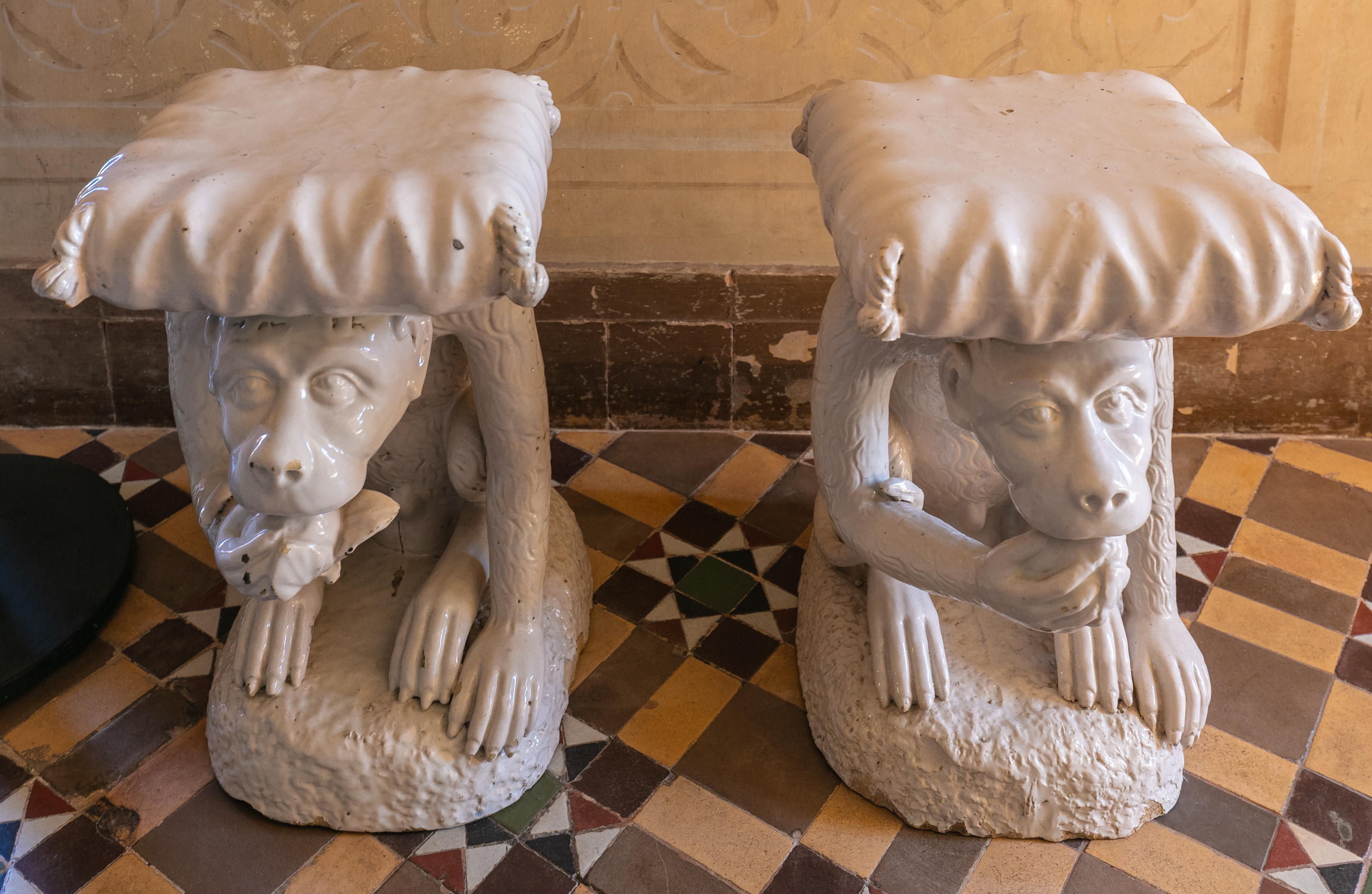
Mobiliario.